# Jefferson Airplane Takes Off
Jefferson Airplane Takes Off är den amerikanska rockgruppen Jefferson Airplanes första album, utgivet i augusti 1966 av skivbolaget RCA Victor. Detta är det enda album som bandets första sångerska Signe Anderson och trummisen Skip Spence medverkar på. De lämnade båda gruppen strax efter utgivningen av albumet och ersattes av Grace Slick respektive Spencer Dryden.

## Låtlista
Sida 1
1. "Blues from an Airplane" (Marty Balin/Skip Spence) – 2:10
2. "Let Me In" (Balin/Paul Kantner) – 2:55
3. "Bringing Me Down" (Balin/Kantner) – 2:22
4. "It's No Secret" (Balin) – 2:37
5. "Tobacco Road" (John D. Loudermilk) – 3:26

Sida 2
1. "Come Up the Years" (Balin/Kantner) – 2:30
2. "Run Around" (Balin/Kantner) – 2:35
3. "Let's Get Together" (Chester Powers) – 3:32
4. "Don't Slip Away" (Balin/Skip Spence) – 2:31
5. "Chauffeur Blues" (Lester Melrose) – 2:25
6. "And I Like It" (Balin/Jorma Kaukonen) – 3:16

Bonusspår på den remastrade CD-utgåvan från 2003
1. "Runnin' 'Round This World" (Balin/Kantner) – 2:25
2. "High Flying Bird" (Billy Edd Wheeler) – 2:17
3. "It's Alright" (Balin/Spence) – 2:17
4. "Go to Her" (Kantner/Irving Estes) – 4:09
5. "Let Me In" (Balin/Kantner) – 3:31
6. "Run Around" (ocensurerad version) (Balin/Kantner) – 2:35
7. "Chauffeur Blues" (alternativ version) (Lester Melrose) – 2:49
8. "And I Like It" (alternativ version) (Balin/Kaukonen) – 8:16
9. "Blues from an Airplane" (instrumental; gömd spår)	(Balin/Spence) – 2:10

## Medverkande
Musiker
- Marty Balin – sång, gitarr
- Signe Toly Anderson – sång
- Paul Kantner – gitarr, sång
- Jorma Kaukonen – sologitarr
- Jack Casady – basgitarr
- Skip Spence – trummor
- Spencer Dryden – trummor (spår 15, 18, 19)[3]

Produktion
- Tommy Oliver – producent
- Matthew Katz – producent
- Dave Hassinger – ljudtekniker